# Karkonosze (Natura 2000)
Karkonosze (kod PLC020001) – specjalny obszar ochrony siedlisk sieci Natura 2000, zlokalizowany na terenie województwa dolnośląskiego. Obszar obejmuje powierzchnię 18 660.74 ha. Teren   wyznaczony został w celu długotrwałego zabezpieczenia naturalnych siedlisk życia, populacji zagrożonych wymarciem gatunków roślin takich jak 
dzwonek karkonoski Campanula bohemica, 
gnidosz sudecki Pedicularis sudetica, 
przytulia sudecka Galium sudeticum, 
populacji zagrożonych wymarciem gatunków zwierząt (z wyłączeniem ptaków) takich jak: 
modraszek nausitous Maculinea (Phengaris) nausithous,
modraszek telejus Maculinea (Phengaris) teleius,
mopek Barbastella barbastellus,
nocek Bechsteina Myotis bechsteinii,
nocek duży Myotis myotis,
ryś Lynx lynx,
wilk szary Canis lupus.

## Siedliska pod ochroną(zkodem siedlisk)
- 3110 jeziora lobeliowe,
- 3160 naturalne, dystroficzne zbiorniki wodne
- 4030 suche wrzosowiska (Calluno-Genistion, Pohlio Callunion, Calluno-Arctostaphylion),
- 4060 wysokogórskie borówczyska bażynowe (Empetro-Vaccinietum),
- 4070 zarośla kosodrzewiny (Pinetum mugo),
- 4080 subalpejskie zarośla wierzbowe wierzby lapońskiej lub śląskiej (Salicetum lapponum, Salicetum silesiacae)
- 6150 wysokogórskie murawy acydofilne (Juncion trifidi) i bezwapienne wyleżyska śnieżne (Salicion herbaceae),
- 6230 górskie i niżowe murawy bliźniczkowe (Nardion – płaty bogate florystycznie)
- 6430  ziołorośla górskie (Adenostylion alliariae) i ziołorośla nadrzeczne (Convolvuletalia sepium)
- 6510 niżowe i górskie świeże łąki użytkowane ekstensywnie (Arrhenatherion elatioris),
- 6520 górskie łąki konietlicowe użytkowane ekstensywnie (Polygono-Trisetion),
- 7110 torfowiska wysokie z roślinnością torfotwórczą (żywe)
- 7140 torfowiska przejściowe i trzęsawiska (przeważnie z roślinnością z Scheuchzerio-Caricetea),
- 7150 obniżenia na podłożu torfowym z roślinnością ze związku Rhynchosporion,
- 7230 górskie i nizinne torfowiska zasadowe o charakterze młak, turzycowisk i mechowisk,
- 8110 piargi i gołoborza krzemianowe
- 8220 ściany skalne i urwiska krzemianowe ze zbiorowiskami z Androsacion vandelii,
- 8230 pionierskie murawy na skałach krzemianowych (Arabidopsidion thalianae)
- 9110 kwaśne buczyny (Luzulo-Fagetum)
- 9130 żyzne buczyny (Dentario glandulosae Fagenion, Galio odorati-Fagenion)
- 9170 grąd środkowoeuropejski i grąd subkontynentalny (Galio-Carpinetum, Tilio-Carpinetum),
- 9180 jaworzyny i lasy klonowo-lipowe na stokach i zboczach (Tilio plathyphyllis-Acerion pseudoplatani),
- 91D0 bory i lasy bagienne (Vaccinio uliginosi Betuletum pubescentis, Vaccinio uliginosi Pinetum, Pino mugo-Sphagnetum, Sphagno girgensohnii-Piceetum) i brzozowo-sosnowe bagienne lasy borealne
- 91E0 łęgi wierzbowe, topolowe, olszowe i jesionowe (Salicetum albo-fragilis, Populetum albae,Alnenion glutinoso-incanae) i olsy źródliskowe,
- 9410 górskie bory świerkowe (Piceion abietis, część – zbiorowiska górskie),